# NGC 6025
إن جي سي 6025 (NGC 6025) هو عنقود مفتوح يقع على بعد 2700 سنة ضوئية في كوكبة المثلث الجنوبي. وقد اكتشف من قبل نيكولاس لويس دو لكيل في 1751 أو 1752 خلال جنوب أفريقيا الجولة.

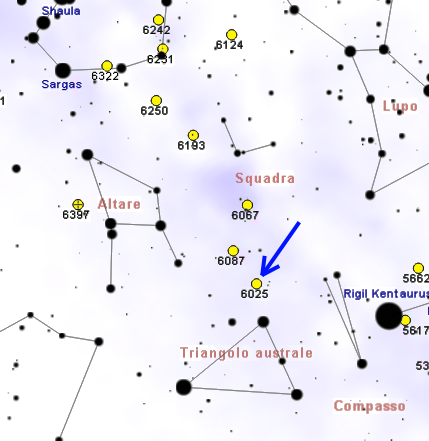
خريطة تبين موقع أن جي سي 6025

## وصلات خارجية
- NGC 6025 في SEDS
- NGC 6025 في Messier45[وصلة مكسورة]

- NGC 6025 على موقع ويكي سكاي: DSS2, SDSS, GALEX, IRAS, Hydrogen α, X-Ray, Astrophoto, Sky Map, Articles and images